# المعتمد بن عباد
أَبُو اَلْقَاسِمِ اَلْمُعْتَمِدُ عَلَىٰ اَللّٰهِ مُحَمَّدُ بْنُ عَبَّادٍ (وكذلك لُقِّب بـالظافر والمُؤَيَّد) (431 هـ - 488 هـ / 1040 - 1095م) هو ثالث وآخر ملوك بني عَبَّاد في الأندلس، وابن أبي عمرو المعتضد حاكم إشبيلية، كان ملكاً لإشبيلية وقرطبة في عصر ملوك الطوائف قبل أن يقضي على إمارته المرابطون. ولد في باجة (إقليم في البرتغال حالياً)، وخلف والده في حكم إشبيلية عندما كان في الثلاثين من عمره، ثم وسَّع ملكه فاستولى على بلنسية ومرسية وقرطبة، وأصبح من أقوى ملوك الطوائف فأخذ الأمراء الآخرون يجلبون إليه الهدايا ويدفعون له الضرائب. وقد زعم شاعره أبو بكر بن اللبانة أنه امتلك في الأندلس 200 مدينة وحصن، وأنه ولد له 173 ولداً.
اهتم المعتمِد بن عباد كثيراً بالشعر، وكان يقضي الكثير من وقته بمجالسة الشعراء، فظهر في عهده شعراء معروفون مثل أبي بكر بن عمَّار وابن زيدون وابن اللبانة وغيرهم. وقد ازدهرت إشبيلية في عهده، فعُمِّرت وشيدت. وفي خلال فترة حكم المعتمِد، حاول ألفونسو السادس ملك قشتالة مهاجمة مملكته، فاستعان بحاكم المرابطين يوسف بن تاشفين، وخاض معه معركة الزلاقة التي هزمت بها الجيوش القشتالية. لكن في عام 484 هـ (1091م)، شنَّ يوسف بن تاشفين حرباً على المعتمِد، فحاصر إشبيلية، وتمكَّن من الاستيلاء عليها وأسر المعتمِد، ونفاه إلى مدينة أغمات في المغرب حيث توفّي أسيراً بعد ذلك بأربع سنوات. رغم ذلك، فقد أثار إسقاط يوسف بن تاشفين لإمارة بني عباد الكثير من الجدل بين المؤرّخين قديماً وحديثاً، ووُجِّهت انتقادات كثيرة له لما فعله بالمعتمِد.

## أصله ونسبه
نسبه الكامل هو محمد بن عباد بن محمد بن إسماعيل بن قريش بن عباد بن عمر بن أسلم بن عمرو بن عطاف بن نعيم اللخمي أبو القاسم المُلقّب بالمعتمِد على الله. ينتمي المعتمِد بن عباد إلى أسرة بني عباد، وهم سلالة عربية تعود أصولها إلى مدينة العريش في شبه جزيرة سيناء بإقليم الشام، وهم يُنسبون إلى النعمان بن المنذر حاكم الحيرة قبل النبوة. قدم جد بني عباد إلى الأندلس مع طالعة بلج في بداية القرن الثاني الهجري. وفي مطلع القرن الخامس الهجري (الحادي عشر الميلادي)، استقلَّ أبو القاسم محمد بن عباد اللخمي بإشبيلية، فبرع في الفقه والقضاء، وحكم إشبيلية لفترة، ثم خلفه فيها ابنه أبو عمرو المعتضد عباد، وأخيراً حفيده المعتمِد.

## نشأته وحياته قبل الحكم
ولد أبو القاسم محمَّد المعتمِد على الله في عام 431 أو 432 هـ في مدينة باجة غرب الأندلس، والتي تقع حالياً بدولة البرتغال. أراد والده المعتضد أن يدرّبه على الحكم منذ سنٍّ مبكرة، فولاَّه منذ كان عمره 12 عاماً - على الأكثر - حاكماً لمدينة أونبة، ثم عيَّنه قائداً لجيشٍ أرسل لحصار مدينة شلب والاستيلاء عليها، وفي أثناء قيادة هذا الجيش تعرَّف المعتمِد على الشاعر أبو بكر بن عمار، الذي أصبح منذ ذلك الحين من الرجال المقرّبين إليه، وكان له دورٌ كبيرٌ في إدارة دولته. توطَّدت العلاقة بسرعةٍ بين المعتمِد وابن عمَّار، فما إن تولَّى حكم شلب بعد الاستيلاء عليها حتى عيَّن ابن عمَّار وزيراً له. وأخذت علاقة الصداقة بينهما تقوى بسرعةٍ كبيرة، خصوصاً لتشاركهما بحبّ الشعر وموهبته، حتى قال المراكشي عن المعتمِد في ابن عمَّار: «يشاركه فيما لا يشارك به الرجل أخاه ولا أباه»، بل ويروي المراكشي أنه في إحدى الليالي خلال إقامتهما بشلب استدعى المعتمِد ابن عمَّارٍ وأكرمه أكثر من المعتاد، فعندما حان وقت النوم قال له: «لتضعنَّ رأسك معي على وسادٍ واحد». ويروي ابن عمَّار أنه في تلك الليلة خطر له فجأة أن المعتمِد سيقتله، فانتابه الفزع وأخذ منه مأخذاً كبيراً، ولفَّ نفسه بإحدى الحصر وفرَّ هارباً إلى دهاليز القصر، ونوى الهرب واجتياز البحر إلى المغرب باليوم التالي قاصداً «جبال البربر». لكن في الصباح افتقده المعتمِد، فأخذ بالتفتيش عنه، وأمر جميع رجال القصر بالبحث عن ابن عمَّار، ثم وجده بنفسه وهو ملفوف بالحصير، فسأله مستغرباً: «يا أبا بكر، ما الذي حملك على هذا؟»، فحكى له قصَّته، فضحك المعتمِد وقال: «يا أبا بكر، أضغاث أحلام، هذه آثار الخمار. وكيف أقتلك؟ أرأيت أحداً يقتل نفسه؟ وهل أنت عندي إلا كنفسي؟» فشكره ابن عمَّارٍ ودعى له. وقد كان ابن عمَّار منذ ذلك الحين يصحب المعتمِد دائماً، فيأخذه معه في أسفاره ورحلاته إلى إشبيلية وباقي مدن الأندلس.
في يومٍ بينما كان المعتمِد يتنزَّه مع ابن عمار في مرج الفضة - أحد متنزهات إشبيلية المطلة على نهر الوادي الكبير - قال له: «صنع الريح من الماءِ زَرَد» (يقصد أن يكمل رفيقه بيت الشعر)، إلا إنَّ بديهة ابن عمار كانت بطيئة، فسكت طويلاً ولم يكمله، وفي هذه الأثناء كانت بقربهما امرأة تغسل الملابس في النهر، فقالت: «أيُّ درعٍ لقتالٍ لَو جَمَد». وقد تعجَّب المعتمِد من موهبتها بالشعر، وفتن بجمالها، فسأل عنها، فقيل له أنها جارية لرميك بن حجاج واسمها اعتماد، فذهب إلى صاحبها واشتراها منه وتزوجها، وعُرِفَت بعد ذلك بلقب اعتماد الرميكية، وكانت أقرب زوجات المعتمِد إليه. وقد كان يغدق المعتمِد الكثير من الأموال لإرضاء رغبات الرميكية، ومن أشهر قصص تبذيره لأجل إرضاءها يومٌ أرادت فيه أن تسير على الطين، فأمر المعتمِد بأن يسحق لها الطيب وتغطى به كل ساحة القصر، ثم تصبّ الغرابيل، ويصبّ ماء الورد عليهما، وقد عُجِنَ ذلك حتى أصبح كالطين، فسارت عليه الرميكية مع جواريها. بل وقد كان لقب المعتمِد بالأصل هو «المُؤَيَّد بالله»، لكن بعد زواجه من الرميكية غيَّر لقبه إلى المعتمِد على الله تيمُّناً باسمها «اعتماد». وقد تسبَّبت الرميكية وابن عمَّار بانغماس المعتمِد في حياة اللهو، وانتشر الكلام عن ذلك بين الناس، ممَّا أغضب والده المعتضد، فأمر بنفي ابن عمَّارٍ إلى أقصى شمال الأندلس، وبقي منفياً حتى وفاة المعتضد.
أرسل المعتضد في عام 458 هـ (1066م) ابنيه المعتمِد وجابر على رأس جيشٍ لانتزاع مالقة من بني زيري، فحاصراها، إلا إنَّ المدينة قاومت مقاومة شديدة، وبحسب إحدى الروايات فقد سقطت في أيدي المعتمِد وأخيه لفترةٍ قصيرة، لكن سرعان ما جاءها بعد ذلك باديس بن حبوس بقوَّة للنجدة وخاض مع بني عبَّاد معركة شديدة، فقتل وأسر الكثير منهم، وفرَّ المعتمِد وجابر مع ما بقي من جيشهما إلى رندة. وقد غضب المعتضد كثيراً من ابنيه لهزيمتهما، فكتب إليه المعتمِد من رندة أطول قصائده على الإطلاق ليستعطف والده، وفاتحتها:

## سيرته

### تولّيه الحكم
توفّي أبو عمرو المعتضد في 2 جمادى الآخرة عام 461 هـ (1069م)، وترك لابنه المعتمِد بن عبَّاد إمارة قويَّة، فتولَّى المعتمِد الحكم وعمره 30 عاماً. ما إن تولَّى المعتمِد حتى استدعى ابن عمَّارٍ من منفاه، وطلب منه اختيار أيّ منصبٍ يريده في الدولة، فاختار أن يلي مدينته ومسقط رأسه شلب في غربيّ الأندلس، وقد حزن المعتمِد لأنه سيبتعد عنه، لكنه رضي بالأمر نزولاً على رغبته. ومع مرور الوقت لم يتحمَّل المعتمِد بُعْدَ ابن عمَّار عنه، فاستدعاه إلى إشبيلية وعيَّنه كبير وزرائه، وبقي يستعين به لاستشارته ونصحه.

### الحرب مع طليطلة

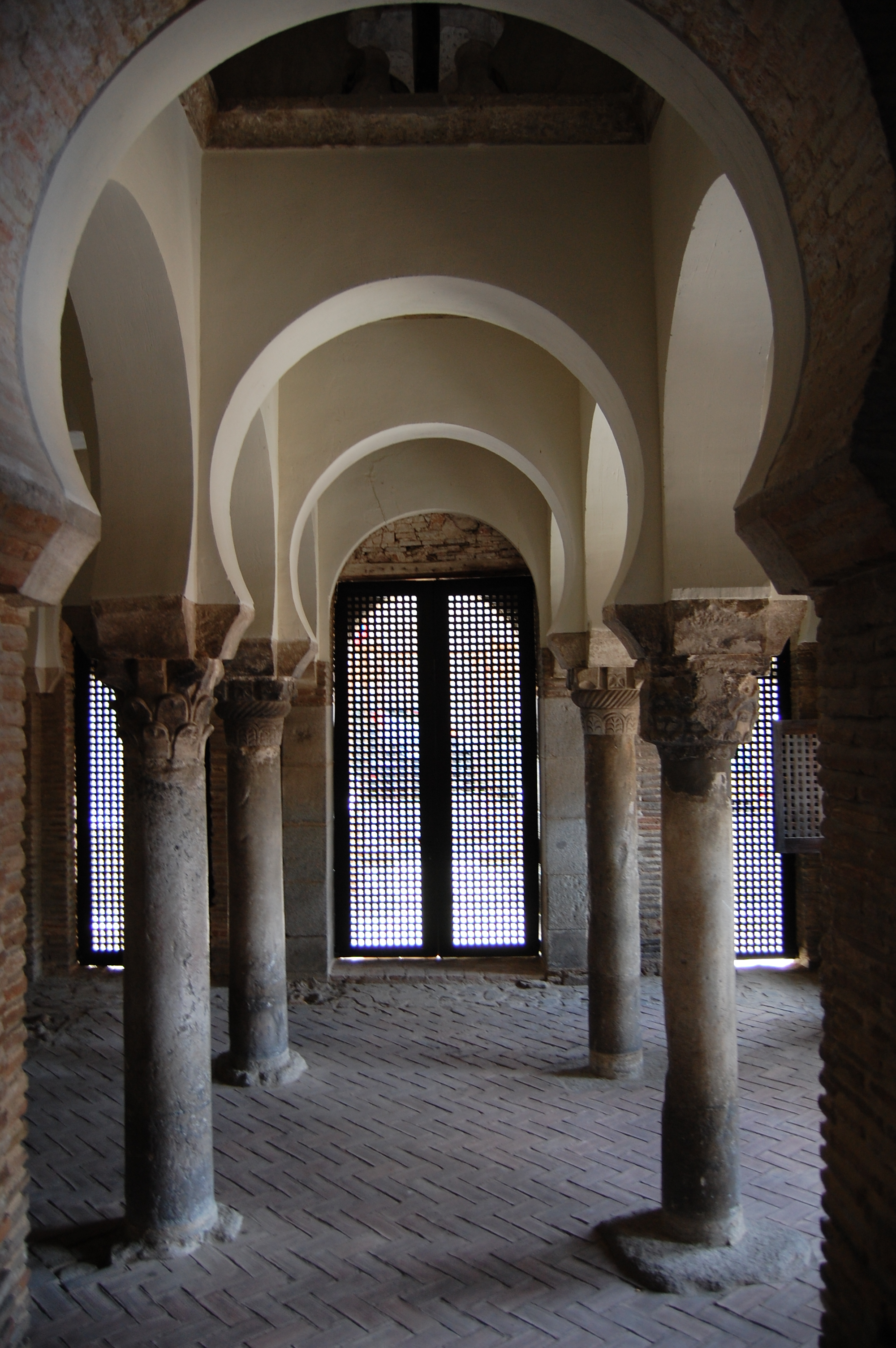
مسجد باب المردوم، أحد أقدم معالم مدينة طليطلة التي خاض المعتمِد ووالده حرباً طويلة معها.

في عام 435هـ/1043م (خلال عهد والد المعتمِد، المعتضد عبَّاد) تولَّى المأمون بن ذي النون إمارة مدينة طليطلة، فعقد حلفاً مع مملكة قشتالة لمساعدته في إسقاط محمد بن جهور أمير قرطبة والاستيلاء على مدينته. وعندما سمع المعتضد حاكم إشبيلية وبنو الأفطس حكام بطليوس بالأمر سارعوا إلى قرطبة لإيقافه، وسرعان ما توافد باقي ملوك الطوائف فشكَّلوا حلفاً كبيراً. لكن وعندما آلت الحال إلى هذا، لم يرسل المعتضد لقرطبة سوى قوة صغيرة، وبينما كان باقي ملوك الطوائف منشغلين سار بجيوشه واستولى على لبلة وولبة وجزيرة شلطيش، وبعد ذلك بأعوامٍ على قرمونة. استمرَّت الحرب بين قرطبة وطليطلة طويلاً، حتى بدأت قرطبة تُهزَم ووقعت تحت الحصار، فأرسل إليها المعتضد على الفور جيشاً فك الحصار عنها ثم استولى عليها وأسقط إمارة بني جهور، وبات المعتضد أقوى ملوك الطوائف في الأندلس. تخوَّف ملك طليطلة من ذلك، فحاول عقد حلفٍ مع صهره عبد الملك المظفر أمير بلنسية، إلا إنَّه رفض، فتحالف مع ملك قشتالة فرناندو الأول، واستوليا معاً على بلنسية في عام 457 هـ (1065م).
إلا إنَّ وفاة فرديناند المفاجئة ونشوب الحرب بين أبنائه على حكم قشتالة تسبَّبا بإيقاف خطة الهجوم على بني عباد، فاستمرَّت الأمور متوقّفة على هذه الحال حتى وفاة عباد المعتضد وتولّي ابنه المعتمِد الذي حكم الإمارة، في عام 461هـ (1069م). أخذ المأمون حاكم طليطلة بتوسيع حكمه أكثر في عام 1073م، فاستولى على مرسية وأريولة، وعقد حلفاً وثيقاً مع ألفونسو السادس حاكم قشتالة الجديد - الذي انتهى الصراع بين أبناء فرديناند لصالحه -، كما تحالف مع بني الأفطس حكام بطليوس وبني هود حكام سرقسطة. وهكذا، لم يبقَ من منافسٍ للمأمون بن ذي النون وحلفائه في الأندلس سوى بني عباد، فشنوا الحرب على المعتمِد، وسُرعَان ما سقطت قرطبة بمقاومة بسيطة في عام 468هـ، بعد أن تسلَّل إليها قائدٌ للمأمون يدعى ابن عكاشة في الليل مع رجاله، وقُتِلَ في المعركة ابن المعتمِد عبَّاد سراج الدولة، وأخذت البيعة من أهل قرطبة للمأمون. لكن في هذه الأثناء توفّي المأمون بن ذي النون في عام 468هـ (1074م)، فتوقَّفت الحرب، وعاد المعتمِد بعدها بثلاث سنوات في عام 471هـ واستعاد قرطبة من جديد، وقتل ابن عكاشة قائد جيش ابن ذي النون انتقاماً لابنه. كان القادر حفيد المأمون وخليفته في حكم طليطلة حاكماً ضعيفاً، فاستغلَّ المعتمِد الفرصة وهاجم طليطلة، ونجح بالاستيلاء على الكثير من المدن التابعة لها مثل بلنسية.

### غزو مرسية ومقتل ابن عمَّار

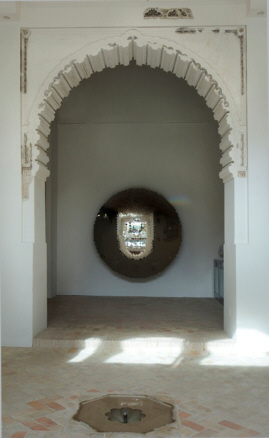
قوس عربي في متحف سانتا كلارا بمرسية.

في تلك الفترة زادت أطماع ابن عمَّارٍ بتوسيع الدولة وتقويتها، فأغرى المعتمِد بالاستيلاء على مرسية من حاكمها أبي عبد الرحمن بن طاهر، وفي طريقه توقَّف في مرسية فتفاوض مع بعض وجهائها، وقدَّم لهم إغراءاتٍ ووعوداً للثورة على حاكمها، وكان حريصاً فذهب إلى ملك برشلونة الكونت ريموند برانجيه وتحالَفَ معه بعرض منحه عشرة آلاف مثقالٍ من الذهب لقاء مساعدته بفتح مرسية. لكن ابن عمار وضع شروطاً أخرى، فعرض رهن ابن أخ برانجيه عند المعتمِد لضمان أن يساعده ملك برشلونة، وفي المقابل يصبح ابن المعتمِد وقائد الحملة الرشيد رهينةً عند برانجيه إذا لم يصل المال الذي وُعِدَ به، إلا إنَّ ابن عمار لم يخبر المعتمِد بهذا الشرط. ضرب الجيشان الحصار على مرسية، وعاد المعتمِد إلى قرطبة ومعه الرهينة، وتأخَّر بإرسال المال عن الموعد المُحدَّد، فظنَّ كونت برشلونة أنه خدع، فقبض على الفور على ابن عمار والرشيد، وفشل جيش إشبيلية بتحريرهما. عاد المعتمِد إلى إشبيلية، وسجن ابن أخ الكونت، وبعد بضعة أيامٍ أطلق سراح ابن عمار، فكان خجلاً من مقابلة المعتمِد، وأرسل إليه قصيدة مطولة، إلا إنَّ المعتمِد أحسَّ بأنه كان هو المخطئ، ودعا ابن عمار للعودة إليه.
لكن عند الاتجاه إلى الصلح مع كونت برشلونة مقابل تسليمه المال وتبادل الرهائن، طالب هذا بمضاعفة أمواله ثلاث مرات، لتصل إلى ثلاثين ألف مثقالٍ من الذهب، ولم يكن في استطاعة المعتمِد تدبير هذا المبلغ، فصنع عملة زائفة من خليط من الذهب والمعادن، ولم ينتبه الكونت لذلك، فتمَّت المبادلة، وعاد ابن أخ ريموند إليه في حين عاد الرشيد إلى المعتمِد. ومع الفشل في الاستيلاء على مرسية، حاول ابن عمَّار إقناع المعتمِد بضرورة إعادة الكرَّة، ونجح في الحصول منه على جيش، بل وطالبه بجمع البضائع النفسية من تجار إشبيلية لإغراء أهل مرسية بها، وقد وافق المعتمِد على ذلك، لكنه بدأ يتشكَّك، فقال لابن عمار وهو خارج مع الحملة: «سر إلى خيرة الله ولا تظنَّ أني مخدوع»، وأما ابن عمَّار فقد أجاب لثقته بعدم قدرة المعتمِد على التخلِّي عنه: «لستَ بمخدوعٍ ولكنك مضطَّر». وصل ابن عمار إلى مدينة مولا، مركز تموين مرسية، فاستولى عليها، ثم سرعان ما سقطت مرسية تحت وطأة الحصار والمجاعة، وفتحت أبوابها بالخيانة، وأخذت البيعة للمعتمد.

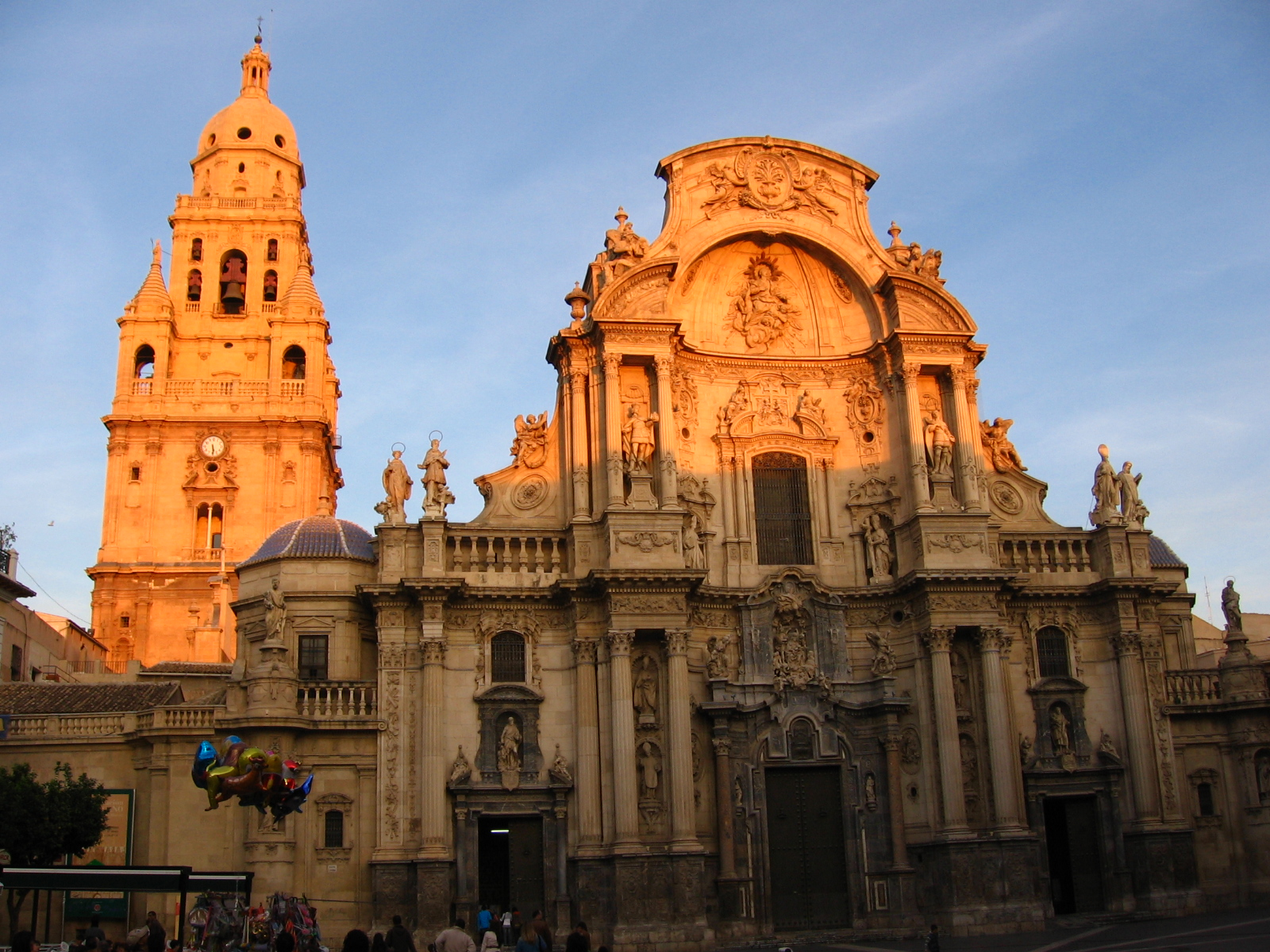
المسجد الجامع في مرسية سابقاً، قبل تحويله إلى كاتدرائية مرسية.

ازدادت ظنون وشكوك المعتمِد بابن عمَّارٍ مع تماديه في إعلاء نفسه وتجاهله أوامره، كطلبه إطلاق سراح حاكم مرسية السابق أبو عبد الرحمن بن طاهر، فشعر المعتمِد بالحزن والأسى، وكتب إليه شعراً ساخراً يهجوه، ممَّا أغضب ابن عمار، فردَّ على ذلك بقصيدة شتم بها المعتمِد وزوجته وأبناءه، ورغم أن ابن عمار بعد كتابته القصيدة ندم عليها وأحرقها، فقد كان بين حاشيته رجل يهودي من المياسير سارع إلى أخذها وإرسالها إلى أبي بكر بن عبد العزيز حاكم بلنسية، الذي أرسلها بدوره إلى المعتمِد، فغضب هذا غضباً شديداً، لكنه لم يُقْدِم على أيّ إجراءٍ اتجاه ابن عمار. بعد مدة، تأخَّر ابن عمار في إعطاء جنده بمرسية أجورهم، فثاروا عليه، وفرَّ هارباً، وحاول اللجوء إلى ألفونسو السادس ملك قشتالة لمساعدته باستعادة مرسية، إلا إنَّه طرده، فتوجَّه إلى بني هود في سرقسطة.
أغرى ابن عمَّار المقتدر بن هود حاكم سرقسطة بغزو حصن شقورة شمال مرسية، ونجح بذلك، فحصل على جيشٍ صغيرٍ من بني هود وقاده إلى الحصن، لكن غُدِرَ به هناك، فقبض عليه أصحاب الحصن من بني سهيل بخديعة، وسجنوه، وفرَّ جيشه عائداً إلى سرقسطة، فعرض بنو سهيلٍ بيعه لمن يدفع أكبر ثمنٍ من ملوك الأندلس. فقرَّر المعتمِد شراءه، وأرسل ابنه الراضي ليحضره إلى قرطبة، واقتيد إليها مَهيناً مُقيَّداً على ظهر بغل، وأجلسه المعتمِد وأخذ يتلو ويعدّد عليه ما فعله له من إحسانٍ وفضائل قبل أن يتمرَّد عليه، وعندما انتهى من ذلك قال ابن عمَّار: «ما أنكر شيئاً ممَّا ذكره مولانا أبقاه الله، ولو أنكرتُه لشهدتْ عليَّ به الجمادات فضلاً عمَّن ينطق، ولكني عثرتُ فأقِل، وزللتُ فاصفَح»، فأجابه المعتمِد: «هيهات، إنَّها عثرةٌ لا تُقَال»، وزجَّ به في سجن إشبيلية.
أخذ ابن عمار يستعطف المعتمِد بالقصائد والأشعار، ويرجوه ويتوسَّل إليه، فبدأ يرقُّ قلب المعتمِد، وفكَّر بالصفح عنه. وقد أيقن ابن عمار قرب الإفراج عنه، وغمرته الفرحة، فكتب ذلك إلى ابنه الرشيد، وانتشر الخبر، وبدأت تسري الشائعات بأنَّه يريد التمرُّد بعد خروجه، وقد قال المراكشي عن الإضافات التي ألحقها الناس برسائل ابن عمَّار: «صنتُ كتابي عن ذكرها». وقد وصلت هذه الأخبار للمعتمد، فغضب غضباً شديداً، خصوصاً من ادعاء ابن عمار أنه سيخرج لا محالة. فجاء إليه وقال له: «هل أخبرت أحداً بما كان بيني وبينك في الأمسية الأخيرة؟»، فأنكر تماماً، إلا إنَّ رسول المعتمِد قال: «قل له الورقتان اللتان استدعيتهما، كتبتَ في إحداهما القصيدة فما فعلتَ بالأخرى؟» (يعني ورقتين كان قد طلبهما سابقاً من حراس السجن، حيث كان المعتمِد قد منع عنه الورق لملله من كثرة الشفاعات التي جاءته للعفو عن ابن عمار ممَّن راسلهم هذا، إلا إنَّ ابن عمار أصرَّ على منحه ورقة لأنه نوى أن يراسل بها ابنه)، فادعى ابن عمار أنه بيَّض بها القصيدة، فقال المعتمِد: «قل له هلمَّ المسودة»، فاعترف ابن عمار بأنه كتب بها الرسالة التي أبلغ فيها ابنه الرشيد بالعفو عنه. عند ذلك تملَّك المعتمِدَ غضبٌ شديد، فجاء ثائراً ومعه فأسٌ كبير (كان قد أهداها إليه ألفونسو السادس)، ورآه ابن عمَّار وفي عيونه الشَّرر ففزع وأخذ يحاول الزحف مع قيوده إلى قدمي المعتمِد وأخذ يقبّلهما، لكن المعتمِد انهال عليه وقتله، ثم أمر بغسله وتكفينه، ودُفِنَ في القصر المبارك.

### العلاقة مع قشتالة
بعد وفاة المأمون بن ذي النون أمير طليطلة عقد المعتمِد حلفاً مع مملكة قشتالة، فأرسل إلى ألفونسو وزيره ابن عمَّار، واتُّفِقَ على أن تدعم قشتالة المعتمِد عسكرياً للاستيلاء على باقي إمارات ملوك الطوائف، مقابل جزية يؤدّيها هو إلى قشتالة، ومقابل أن لا يقاوم القشتاليين في حربهم على طليطلة. وقد كان ذلك ما حدث، فحاصرت جيوش ألفونسو طليطلة، أما المعتمِد فسار إلى غرناطة ليضمُّها إلى مملكته، واتُّفِقَ على أن يأخذ المعتمِد المدينة ويحصل ألفونسو على أموالها وثرواتها، وعندما حاول المتوكل عمر بن الأفطس أمير بطليوس السير لفك الحصار عن طليطلة حاصر المعتمِد مدينته ومنعه، فسقطت طليطلة في 27 من محرم عام 478هـ (1085م).

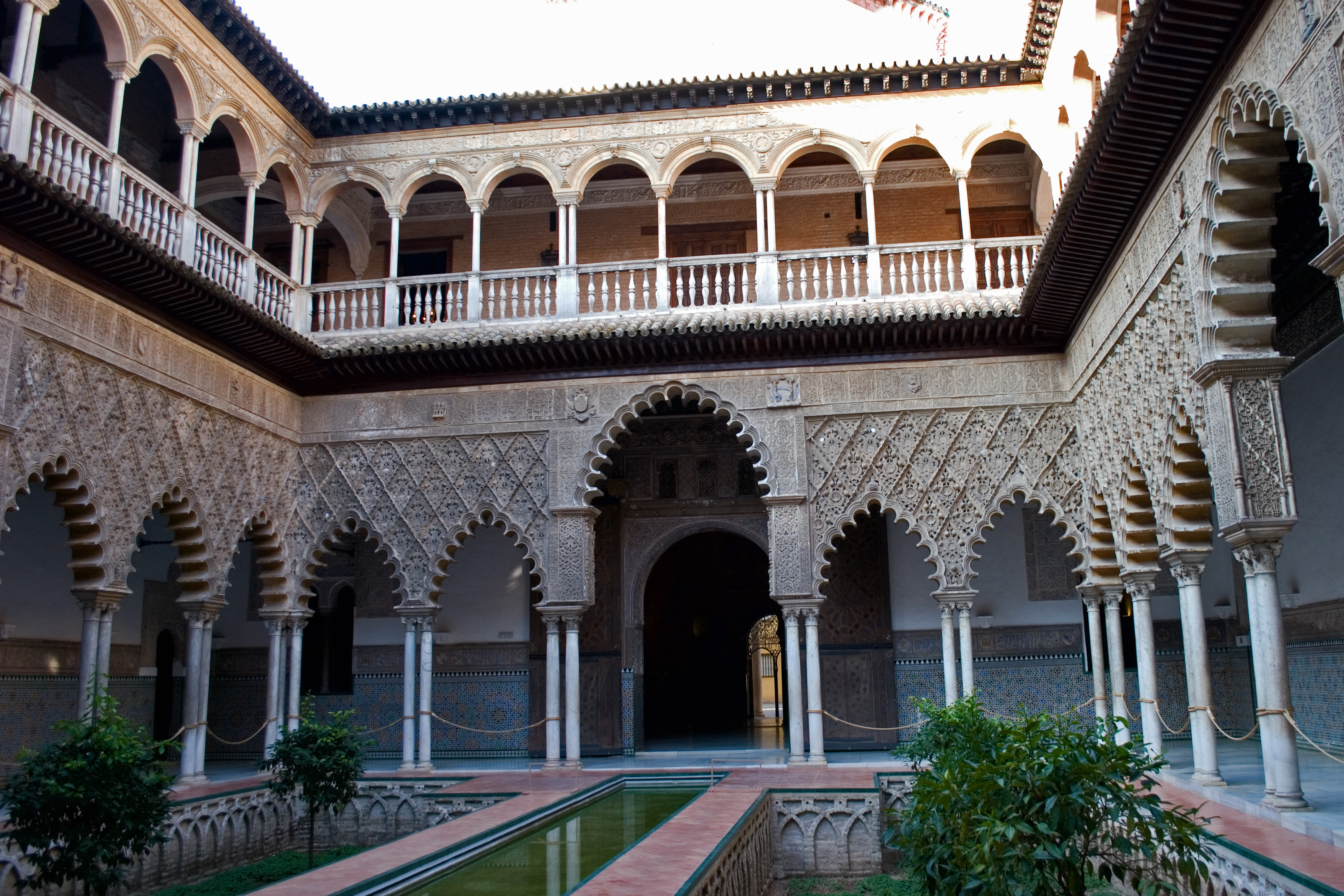
قصر المبارك الذي كان مقرَّ حكم المعتمِد بن عبَّاد طوال عهده.

أخذ ألفونسو السادس، بعد سقوط طليطلة، بالإعداد لغزو باقي ممالك الأندلس، إلا أن ابن عبَّاد شعر بالندم على فعلته وتحالفه مع قشتالة، فطلب من ألفونسو ألا يتقدم أكثر في بلاد الأندلس وراء طليطلة، وإلا فإن العهد القائم بينهما سينتهي. إلا أنَّ ألفونسو لم يكترث لذلك، ووجَّه أنظاره نحو مملكة المعتمِد، فطلب منه إعطاءه بعض القرى الحدودية، ثم طلب أن يترك زوجته الحامل تلد في جامع قرطبة بناءً على نصيحة القسّيسين (لأن الجامع كان موقعاً لكنيسة في السابق) وكذلك أن تنزل في مدينة الزهراء، إلا أنَّ المعتمِد رفض هذه الطلبات، وأخيراً أرسل إليه ألفونسو عام 475هـ (1082م) خمسمائة فارسٍ لأخذ الجزية على رأسهم رجل يهودي اسمه «ابن سالب»، فقال للمعتمد عندما رأى نقود الجزية: «لا تعتقدوني بسيطاً لأقبل مثل هذه النقود المزيفة، لا آخذ إلا الذهب الصافي، السنة القادمة ستكون مَدِيناً»، وعندما سمع المعتمِد ذلك ثار وقال: «لا أستطيع بعد أن أتحمل طغيان النصارى الأوغاد»، ثم أمر رجاله بالليل فذهبوا وقتلوا جند قشتالة وطردوا السفير. وفي هذه الأثناء كان ألفونسو سائراً بجيوشه إلى قرطبة ليحاصرها، فلما وصله خبر إعدام البعثة حوَّل جيوشه إلى إشبيلية - عاصمة بني عبَّاد - على الفور. وفي طريقه، قام ألفونسو بتدمير ونهب كل القرى والمدن التي مرَّ بها، واستمرَّ بسيره حتى وصل جزيرة طريف عند الحدود الجنوبية للأندلس، فوطئ مياه المتوسط، وأرسل إلى أمير المرابطين ابن تاشفين، يخبره بمصير ملوك الطوائف، ويدعوه إلى القدوم لقتاله.
وصل ألفونسو إلى إشبيلية، فضرب عليها الحصار لمدة ثلاثة أيام. وفي خلال ذلك أرسل إلى المعتمِد طالباً منه مروحة لطرد الذباب لإهانته، فردَّ عليه المعتمِد: «قرأتُ كتابك، وفهمت خيلاءك وإعجابك، وسأنظر إليك في مراوح من الجلود اللمطية، في أيدي الجيوش المرابطين، تروح منك، ولا تروح عليك إن شاء الله»، وعندما ترجمت هذه الرسالة لألفونسو بدا عليه التفاجؤ، كأنه لم يتوقع فكرة استدعاء المرابطين. ففك ألفونسو بعد الأيام الثلاثة الحصار، ويقال إن ذلك كان بعد أن هزمه ابن عمَّار في لعبة بالشطرنج اشترط عليه فيها أن يترك إشبيلية إن تغلَّب عليه باللعبة، وقد اتجه ألفونسو عوضاً عن ذلك نحو باقي إمارات الأندلس، فأسقط إمارة بني هود في سرقسطة، وبني ذي النون في بلنسية، وأخيراً بني صمادح في المرية، حتى بلغ نابار قريباً من غرناطة. في هذه الأثناء، عقد ألفونسو حلفاً مع سانشو الأول ملك أراغون ونافارا، وبرنغار ريموند كونت برشلونة، لكي يقضوا معاً على ما تبقَّى من الدول الإسلامية في الأندلس. فزحفت جيوشهم إلى قورية وطريف وحتى ضواحي إشبيلية، فأحرقوا ودمَّروا القرى والمزارع المحيطة بها. ويلاحظ بعض الباحثين عدم وضوح تسلسل الأحداث التاريخية للتصاعدات بين المعتمِد بن عبَّاد وألفونسو، مثل وقت حصار ألفونسو لإشبيلية، وبلوغه بعد ذلك في غزواته جزيرة طريف، ووقت حدوث قصة وفد ابن سايب، وكذلك بعض الأحداث الأخرى.

### الاستنجاد بالمرابطين
عندما بدأت مدن الأندلس بالتساقط في يد حلف الممالك النصرانية، عُقِدَ اجتماعٌ كبيرٌ في قرطبة، حضره الكثير من فقهاء وقضاة ووجهاء المدينة، وبعد أن ناقش الحاضرون حال الأندلس والخطر المحدق من قشتالة، اتُّفق على أن يكون الحل هو استدعاء مسلمي إفريقية (الزيريون آنذاك) والتحالف معهم على اقتسام الأموال، مقابل أن يساعدوا ملوك الطوائف بحماية ملكهم. وعرضوا هذا المقترح على القاضي عبد الله بن محمد بن أدهم، فقال لهم: «أخاف أن يخرّبوا الأندلس كما فعلوا بإفريقيَّة، ويتركوا الإفرنج ويبدؤوا بكم، والمرابطون أقرب إلينا وأصلح حالاً»، فكان الاتفاق على استدعاء يوسف بن تاشفين ملك المرابطين بدلاً من الزيريّين. وكانت فكرة استدعاء المرابطين تدور في خاطر المعتمِد منذ مدة، لذا عندما سمع بهذا، بادر إلى عقد اجتماعٍ مماثل لملوك الطوائف في قرطبة ثم في إشبيلية بزعامته، وقرَّر ملوك الطوائف طلب النجدة من يوسف بن تاشفين، ولم يعارض ذلك أحد منهم سوى تميم بن بلقين حاكم مالقة، فاتهموه بالخيانة والتواطؤ. قام المتوكل بكتابة رسالة الاستغاثة، ووقَّع عليها 13 أميراً من أمراء الأندلس.

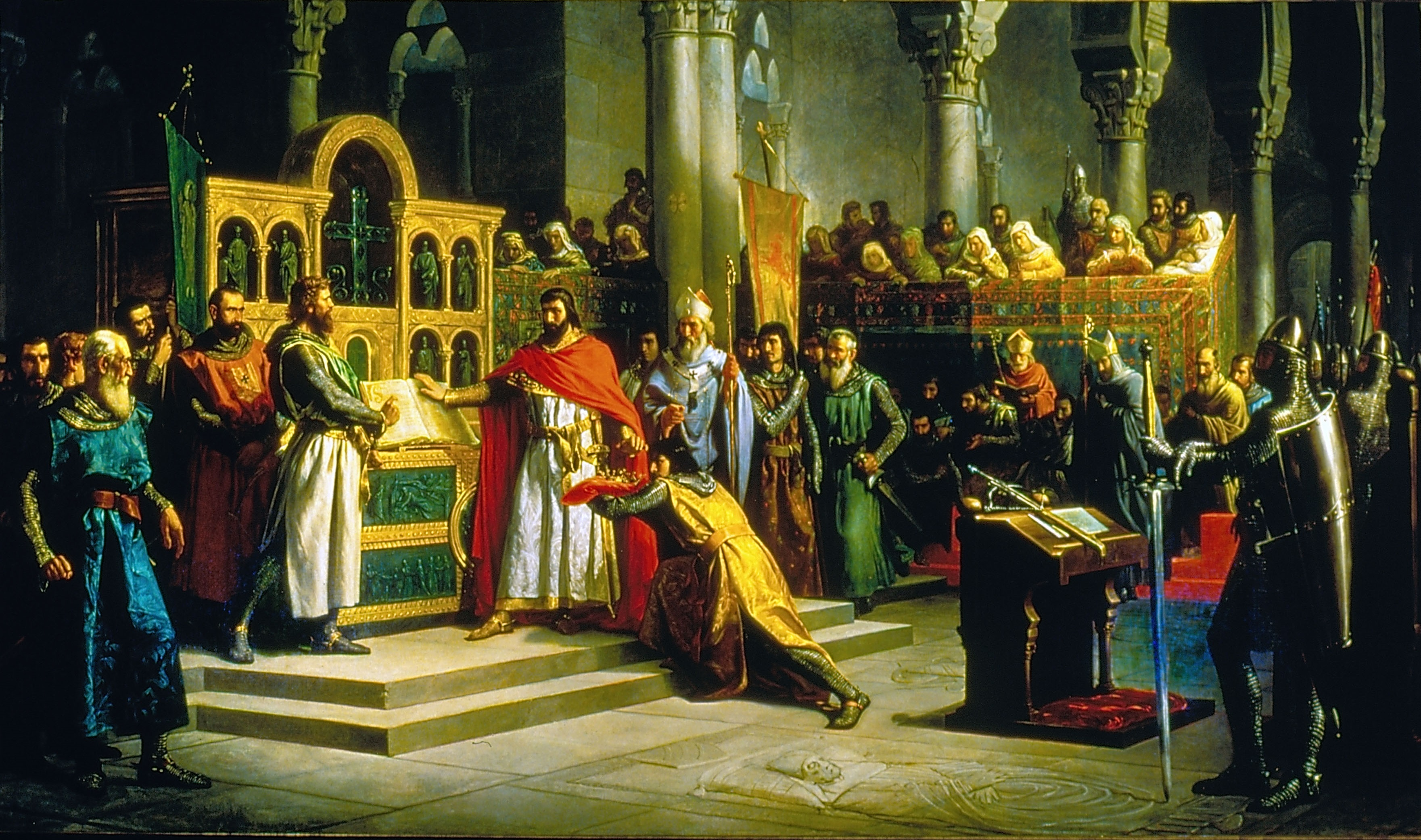
ألفونسو السادس، ملك قشتالة.

يقول عددٌ من المؤرخين (مثل ابن دحية في كتابه المطرب من أشعار أهل المغرب) أن المعتمِد أبحر إلى المغرب بنفسه في عام 479هـ، حيث التقى بيوسف بن تاشفين في المهدية، فطلب منه نصرته في حربه مع الفرنجة. رغم ذلك، فإن بعض المؤرخين الآخرين يقولون بأنَّ الأمر اقتصر على مراسلاتٍ وسفاراتٍ متبادلة بين المعتمِد وابن تاشفين، وقد ذكره المعتمِد في تلك الرسائل بألقاب «أمير المؤمنين» و«ناصر الدين»، وذكر ألفونسو باسم «الكلب المسعور»، ووصف له الحال السيئة التي وصل إليها ملوك الطوائف والجرائم التي يرتكبها ملوك النصارى بقرى الأندلس. وكذلك كتب وزير المعتمِد ابن عمَّار رسالة أخرى شبيهة كانت خاتمتها: «إن يوسف بن تاشفين قد غدا معقد الآمال، وإنه يُعتَقَد أن الله قد اصطفاه لإنقاذ الإسلام». وقد لامَ المعتمِدَ بعض معاونيه على طلبه العون من المرابطين قائلين: «المُلك عقيم، والسيفان لا يجتمعان في غمدٍ واحد» (يقصدون أنه لا يمكن أن يترك المرابطون له ملكه)، فقال لهم جملته التي اشتهرت فيما بعد: «تالله إني لأؤثر رعي الجمال لسلطان مراكش على أن أغدو تابعاً لملك النصارى وأن أؤدي له الجزية، إنَّ رعي الجمال خيرٌ من رعي الخنازير». وقد اعترض عليه ابنه الرشيد قائلاً: «يا أبت، أتدخل على أندلسنا من يسلبنا ملكنا ويبدّد شملنا؟»، فأجاب ابنَه: «أي بني، والله لا يُسمَع عني أبداً أني أعدتُّ الأندلس دار كفر، ولا تركتها للنصارى، فتقوم عليَّ اللعنة في منابر الإسلام مثل ما قامت على غيري»،
تأخر ابن تاشفين في السير إلى الأندلس، ممَّا أجبر المعتمِد وباقي ملوك الطوائف على دفع الجزية إلى ألفونسو ريثما يصل. وفي هذه الأثناء قرَّر المعتمِد الاستجابة إلى طلبٍ من ابن تاشفين وإعطائه الجزيرة الخضراء ليعسكر بها، وقد قال ابنه الرشيد في ذلك: «يا أبتِ، ألا ما تنظر إلى ما طلب؟»، فأجاب المعتمِد: «يا بني، هذا قليلٌ في حقّ نصرة المسلمين»، ثم أرسل المعتمِد ابنه يزيد الراضي لتسليم الجزيرة إلى المرابطين. في نهاية الأمر استجاب يوسف بن تاشفين، فعبر مضيق جبل طارق على رأس جيشٍ كبير إلى الأندلس لقتال الممالك النصرانية.

### معركة الزلاقة

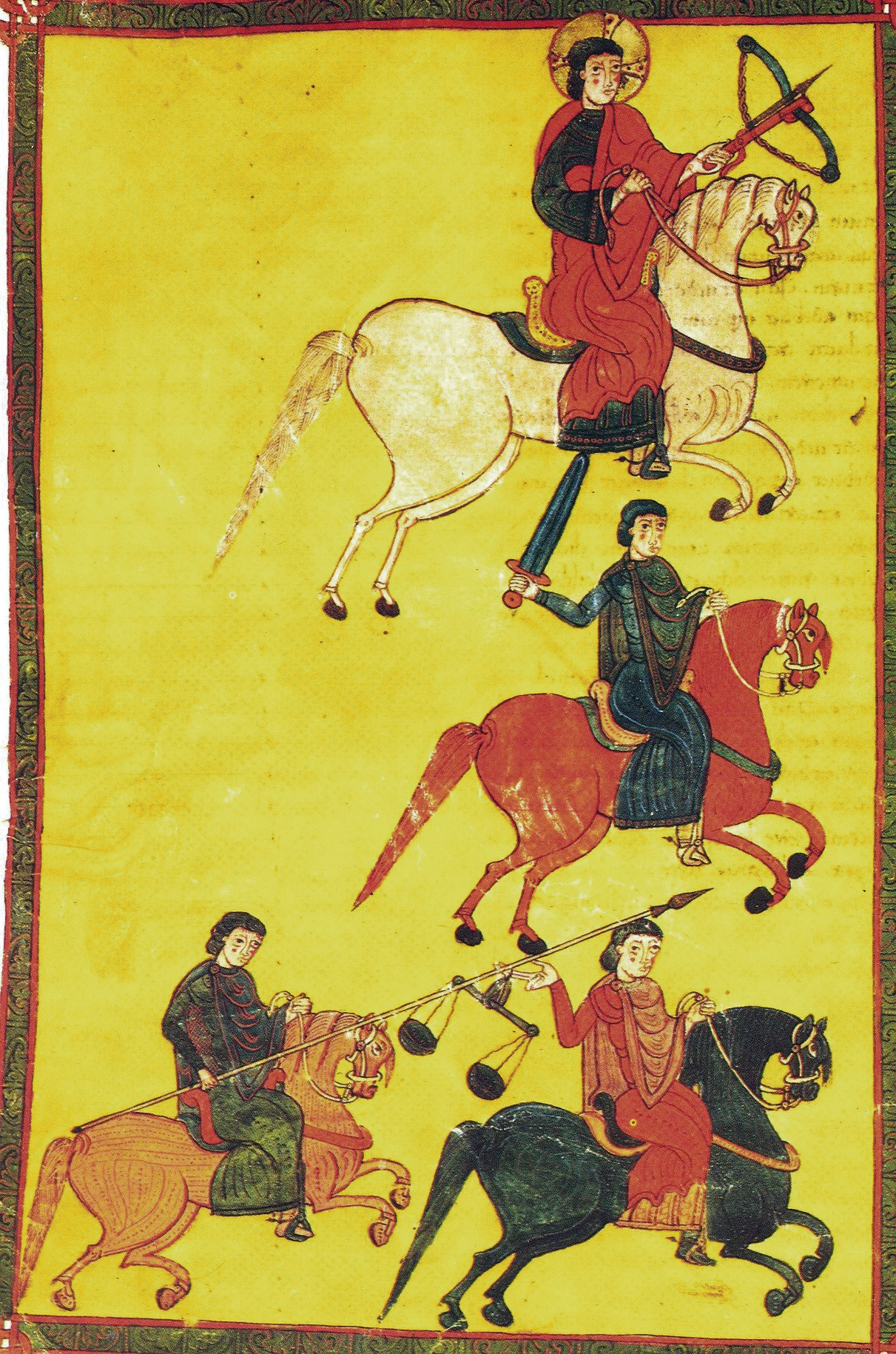
رسم قديم لمعركة الزلاقة.

وصل جيش ابن تاشفين إلى الجزيرة الخضراء بعد أن عبرت آخر قواته البحر في يوم الخميس بمنتصف ربيع الأول عام 479 هـ (30 يونيو عام 1086م)، فاستقبله المعتمِد هناك بنفسه وسط احتفالٍ كبير، وسلَّمه القلعة، ووصف ابن عبَّاد الجيش المرابطيَّ بأنه رأى «عسكراً نقياً ومنظراً بهياً»، ثم سارت الجيوش باتجاه إشبيلية عاصمة بني عباد. بقيت الجيوش في إشبيلية لثمانية أيام (وقيل ثلاثة أيام)، حيث اجتمعت قوات مختلف ملوك الطوائف لتشارك في المعركة، وعمل المعتمِد على توفير كمٍّ هائلٍ من المؤن للجيش. انقسم الجيش إلى ثلاثة أقسام، ففي المقدمة 10,000 من الفرسان، تليهم قوات الأندلس التي يرأسها ويقودها المعتمِد بن عبَّاد، وأخيراً على مسافة يومٍ كان جيش المرابطين بقيادة يوسف بن تاشفين. وقد استدعى ألفونسو أيضاً على وجه السرعة حلفاءه ملوك أراغون وبرشلونة، فحشدوا جيشاً كبيراً، واجتمعت الجيوش في سهل الزلاّقة، حيث عسكر المعتمِد مع الجيش الأندلسي مباشرة أمام جيش النصارى، وأما المرابطون فعسكروا وراء أحد الجبال المجاورة. وقد اختلفت المصادر التاريخية بشكلٍ كبيرٍ فيما يتعلَّق بقوام الجيشين الإسلامي والنصراني وعدد جنودهما.
بدأت المعركة في يوم الجمعة 12 رجب عام 479هـ الموافق 23 أكتوبر 1086م، فقاد المعتمِد بن عبَّاد الجيش الأندلسي في القلب، وأما الفرسان والأندلسيّين فأخذوا الميمنة والميسرة على التوالي، وخصَّص ألفونسو لمواجهة المعتمِد وجيشه جيشاً بقيادة الكونت جارسيان والكونت رودريك. اشتد الهجوم على قلب الجيش الأندلسي، وتكبَّد فرسان المسلمين خسائر كبيرة، ممَّا دفع ببعض ملوك الطوائف إلى الفرار خوفاً من هزيمتهم. بقي المعتمِد والفرسان ليومٍ واحد وحدهم وبدؤوا ينهزمون ويتراجعون، لكن في اليوم الثاني جاءتهم النجدة من جيش ابن تاشفين، الذي هاجم جيش قشتالة من الخلف، فحوصر ألفونسو بين جيش المعتمِد من جهةٍ وجيش ابن تاشفين من جهةٍ أخرى، فهُزِمَ وانسحب. كان قد جهَّز المعتمِد حمامة زاجلة حملها معه إلى المعركة لإرسال الأخبار العاجلة، فأرسل على الفور إلى ابنه الرشيد بإشبيلية يُنبِؤُه بالنَّصر، وأُعْلِنَ الخبر من على منبر المسجد الجامع في المدينة. بعد المعركة استمرَّ المعتمِد بقيادة جيشه لاستعادة الأراضي التي كان قد خسرها لقشتالة، ففتح حصوناً في ولاية طليطلة، إلا أنه تراجع بعد ذلك نتيجة هزيمةٍ تلقاها في مرسية.
بعد المعركة، وصلت ابن تاشفينَ أنباء وفاة ولده أبي بكر، لذلك قرَّر أن يعود سريعاً إلى مراكش، فسار جنوباً، ومرَّ بإشبيلية فدعاه المعتمِد إلى النزول عنده، وقضى هناك ثلاثة أيام. أُخِذَ ابن تاشفين بجمال إشبيلية خلال إقامته بها، وأغدق عليه المعتمِد فأراه ترفه في المأكل والمشرب والعيش، وأخذ مساعدو ابنِ تاشفينَ يحاولون إغراءه باتخاذ شيءٍ مماثل، فاعترض قائلاً: «الذي يَلُوح لي من أمر هذا الرجل (المعتمد) أنه مُضَيِّعٌ لما في يديه من الملك، لأن هذه الأموال التي تُعِينه على هذه الأحوال لا بد أن يكون لها أربابٌ لا يمكن أخذ هذا القدر منهم على وجه العدل، فأخَذَهُ بالظُّلم، وأخرَجَهُ في هذه الترَّهات، وهذا من أفحش الاستهتار». ثم سأل أصحابه عن رضا معاوني المعتمِد عنه، فقيل له إنَّهم غير راضين. ورغم انزعاج ابن تاشفين من ذلك فقد أكنَّ الاحترام للمعتمد، وكان يقول عنه «إنَّما نحن في ضيافة هذا الرجل وتحت إمرته، وواقفون عند ما يحدُّه». حشد ألفونسو جيشاً جديداً بعد الزلاقة بمساعدة الممالك النصرانية الأخرى، فعبر يوسف بن تاشفين إلى الأندلس من جديد، واجتمع بجيوش المعتمِد وبعض ملوك الطوائف الآخرين، وساروا فحاصروا حصن لبيط الذي كان يعسكر فيه آلاف الجنود، إلا أن الحصار فشل بسبب قلة العتاد والسّلاح. لكن عندما قرَّر يوسف والمعتمِد متابعة الزحف ضد النصارى اعترض عليهم أمراء مرسية، فدار سجالٌ بين عبد الرحمن بن رشيق صاحب مرسية وبين المعتمِد، انتهى بأن أشهر ابن رشيق سيفه على المعتمِد، فأمر ابن تاشفين بأسر أمير مرسية على الفور، إلا أنَّ ذلك تسبب في ثورة جند الأمير، فانسحبوا وصاروا يقطعون طرق المؤن على الجيش المرابطي، كما انسحب بعض ملوك الطوائف الآخرين، وأما ابن تاشفين فقد عاد إلى المغرب تاركاً وراءه حامية مرابطية.

## نهايته

### حصار إشبيلية وسقوط الإمارة

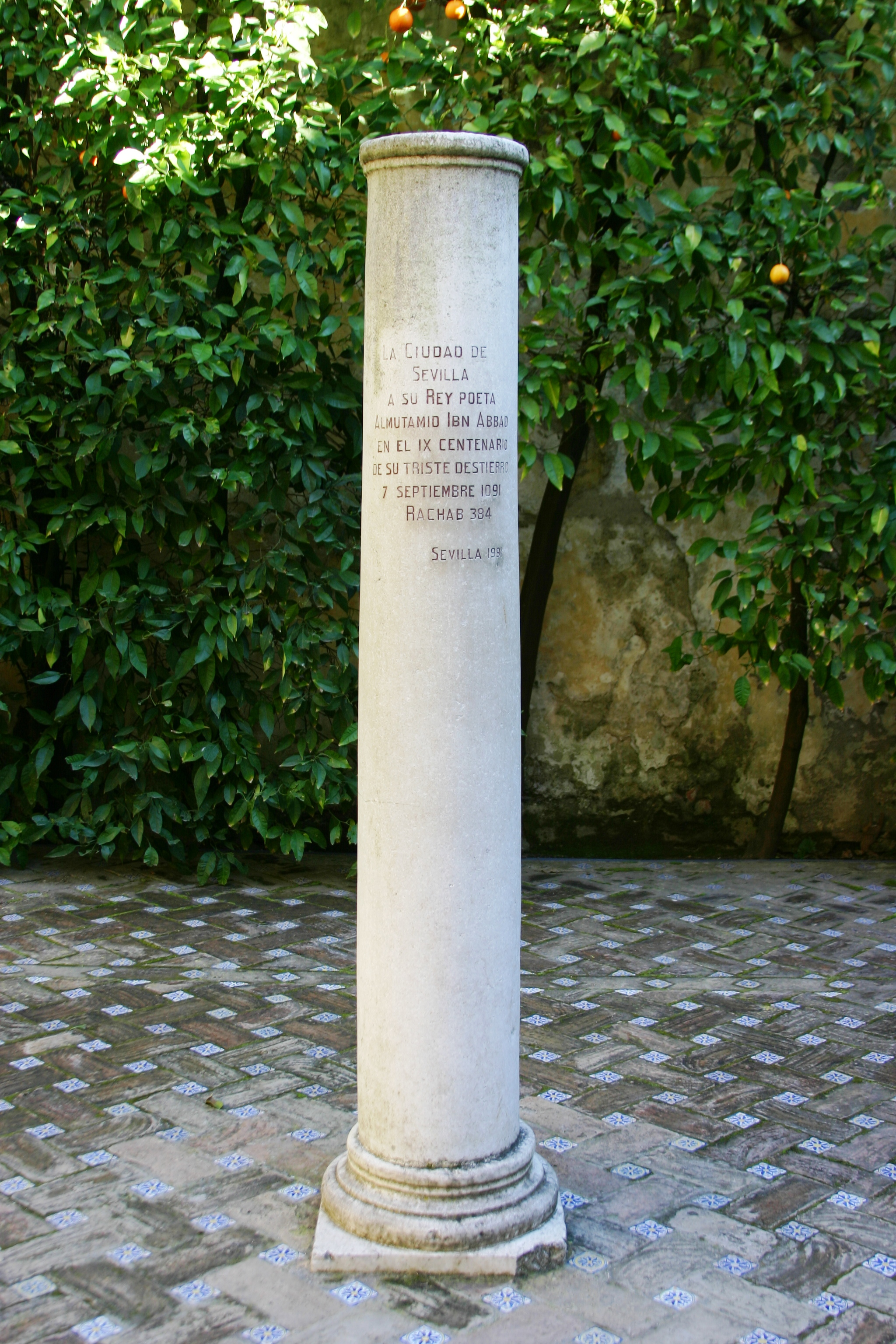
عمودٌ نُقِشَ باللغة الإسبانية في قصر المبارك تخليداً لذكرى المعتمِد، كتب عليه: «إشبيلية: لأجل الملك الشاعر المعتمِد بن عبَّاد في الذكرى المئوية التاسعة لنفيه المؤسف في 7 سبتمبر 1091، رجب 484 هـ. إشبيلية 1991».

عاد يوسف بن تاشفين إلى مراكش وفي نفسه من الأندلس «الكثير المقعد» كما يقول المراكشي، وقد رغب بها فقال لوجهائه: «كنتُ أظنُّ أني قد ملكت شيئاً، فلمَّا رأيت تلك البلاد صَغُرَت في عيني مملكتي، فكيف الحالة في تحصيلها؟»، وقد شجَّعه على ذلك أعيانه الذين طمعوا بخيرات الأندلس لأنفسهم، وأشاروا عليه بأن يرسل إلى المعتمِد يطلب منه وضع بعض رجال المرابطين في حصون الأندلس، ليكونوا مساعدين له لاحقاً في انتزاعها. وقد أعجبت الفكرة ابن تاشفين، فأرسل خيرةً من رجاله أمَّر عليهم رجلاً يدعى «بُلُجِّين»، ووافق المعتمِد، وفيما بعد ساعد هؤلاء الرجال على خلع ملكه. بعد استفتاء أبي حامد الغزالي وعددٍ من الفقهاء والعلماء الآخرين، قرَّر يوسف بن تاشفين أن يضمُّ إمارات ملوك الطوائف إلى الدولة المرابطية بالقوة، وكان أغلب مثقّفي الأندلس والكثير من أهاليها يدعمونه في ذلك ويتأمَّلون قدومه، فعبر إلى الأندلس مرة أخرى، وحاصر غرناطة واستولى عليها من أميرها عبد الله بن بلقين. وقد تعجَّب المعتمِد بن عبَّاد من ذلك، فأرسل إليه يستفسر ويطلب مقابلته، إلا أنَّ ابن تاشفين رفض رؤيته. وقال المعتمِد في ذلك للمتوكل أمير بطليوس: «والله لا بدَّ أن يسقينا من الكأس التي أسقى بها عبد الله».
عيَّن يوسف بن تاشفين سير بن أبي بكر قائداً للجيوش التي ستقضي على ملوك الطوائف، وأمره بأن يطلب منهم الرحيل، فإن لم يفعلوا فليحاصرهم وليقاتلهم. وفي عام 484 هـ (1091م) اجتازت جيوش المرابطين مضيق جبل طارق، وانقسمت إلى أربع فرق: فتوجَّه جيش بقيادة سير بن أبي بكر إلى إشبيلية، وثانٍ بقيادة أبي عبد الله بن الحاجّ إلى قرطبة، والثالث بقيادة جرور اللتموني إلى رندة، وكلُّها من مدن بني عبَّاد، وأما الجيش الأخير فقد اتَّجه إلى ألمرية، وبقي ابن تاشفين في سبتة بالمغرب ليتدخَّل إذا ما اقتضت الضرورة. كانت أولى مدن المعتمِد سقوطًا في أيدي المرابطين هي طريف، وسُرعَان ما وصل جيش ابن الحاج إلى مدينة قرطبة، فنجح في الاستيلاء عليها بعدما سلَّمها أهلها في شهر صفر من عام 484 هـ، وقَتَلَ واليها الفتح بن المعتمِد (المعروف بالمأمون)، وهربت زوجته زائدة إلى قشتالة، وكذلك قتل ابن المعتمِد الراضي في رندة، وأخيراً سقطت قرمونة في شهر ربيع الأول، فلم تبقَ في يد المعتمِد بن عبَّاد أي مدينةٍ في الأندلس عدا إشبيلية.

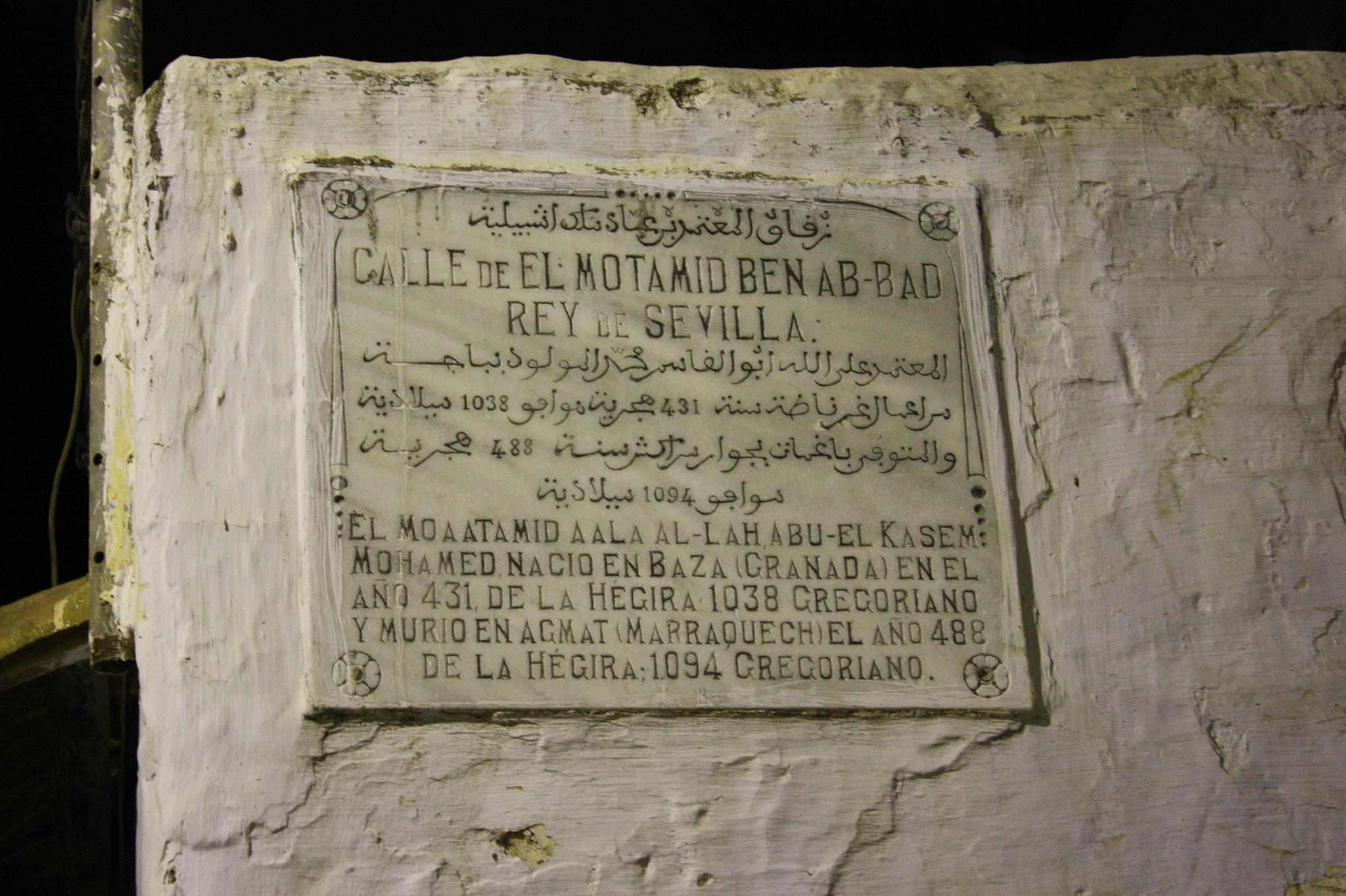
زقاق المعتمِد بن عبَّاد في مدينة العرائش شمال المغرب.

اشتبك المعتمِد مع المرابطين في معارك صغيرة متكرّرة، آملاً استنزاف قواهم، إلا أنَّه فشل في ذلك. فوصلت جيوش المرابطين أخيراً إلى عاصمته إشبيلية، وحاصرها جيشان، واحدٌ من جهة الغرب - يفصله نهر الوادي الكبير وأسطول للمعتمد عن المدينة - والثاني من الشرق، وبدأ يضيق الخناق على المعتمِد، ثم اندلعت ثورة ضدَّه في إشبيلية نفسها، ورغم نصح من حوله له بالقضاء على الثورة بالقوة فقد أبى. أصيب المعتمِد باليأس، فراسل ألفونسو السادس ملك قشتالة، وطلب منه إنقاذه، وتغاضى ألفونسو عن خلافاتهما السابقة، فأرسل جيشاً كبيراً إلى قرطبة، إلا أنَّ المرابطين تمكَّنوا من هزيمته بالقرب من حصن المدور. وتفاجأ المعتمِد من ذلك، حيث كان يؤمن بالتنجيم، ولذلك كان يعقد آمالاً كبيرة على نبوءات منجّمه أبي بكر الخولاني. أخذت المؤامرات تُحَاك داخل إشبيلية لتسليم المدينة، وكان المعتمِد يحاول وضع عيونٍ لمراقبة مثل هذه الأمور، لكنها لم تكن كافية، وعندما يئس ترك إدارة المدينة لابنه الرشيد.
في النهاية، نجح بعض الثائرين بحفر ثغرةٍ في سور المدينة، فاقتحمها الجنود المرابطيُّون، وعندها خرج المعتمِد من قصره ممسكاً سيفه دون ترسٍ أو درعٍ يحمي جسده، ووجد عند أحد أبواب المدينة (واسمه باب الفرج) فارساً من المرابطين، فرماه الفارس برمحٍ، إلا أنَّه نجا منه، وتمكَّن من قتل عدوّه، وبعد معركةٍ قصيرةٍ تراجع جنود المرابطين الذين اقتحموا المدينة وانسحبوا، فاعتُقِدَ أنها قد نجت. لكن عندما حلَّ عصر اليوم ذاته عاد المرابطون لاقتحام المدينة، واشتدَّت المعركة، وأصيب الأهالي بالهلع وأخذوا يقفزون من على الشرفات ويفرُّون إلى النهر، وسقطت إشبيلية في يوم الثلاثاء من منتصف شهر رجب عام 484 هـ بعد مقاومة عنيفة (وقيل كذلك في يوم الأحد 21 من رجب)، وقتل أربعة من أبناء المعتمِد خلال المعركة.

### النفي

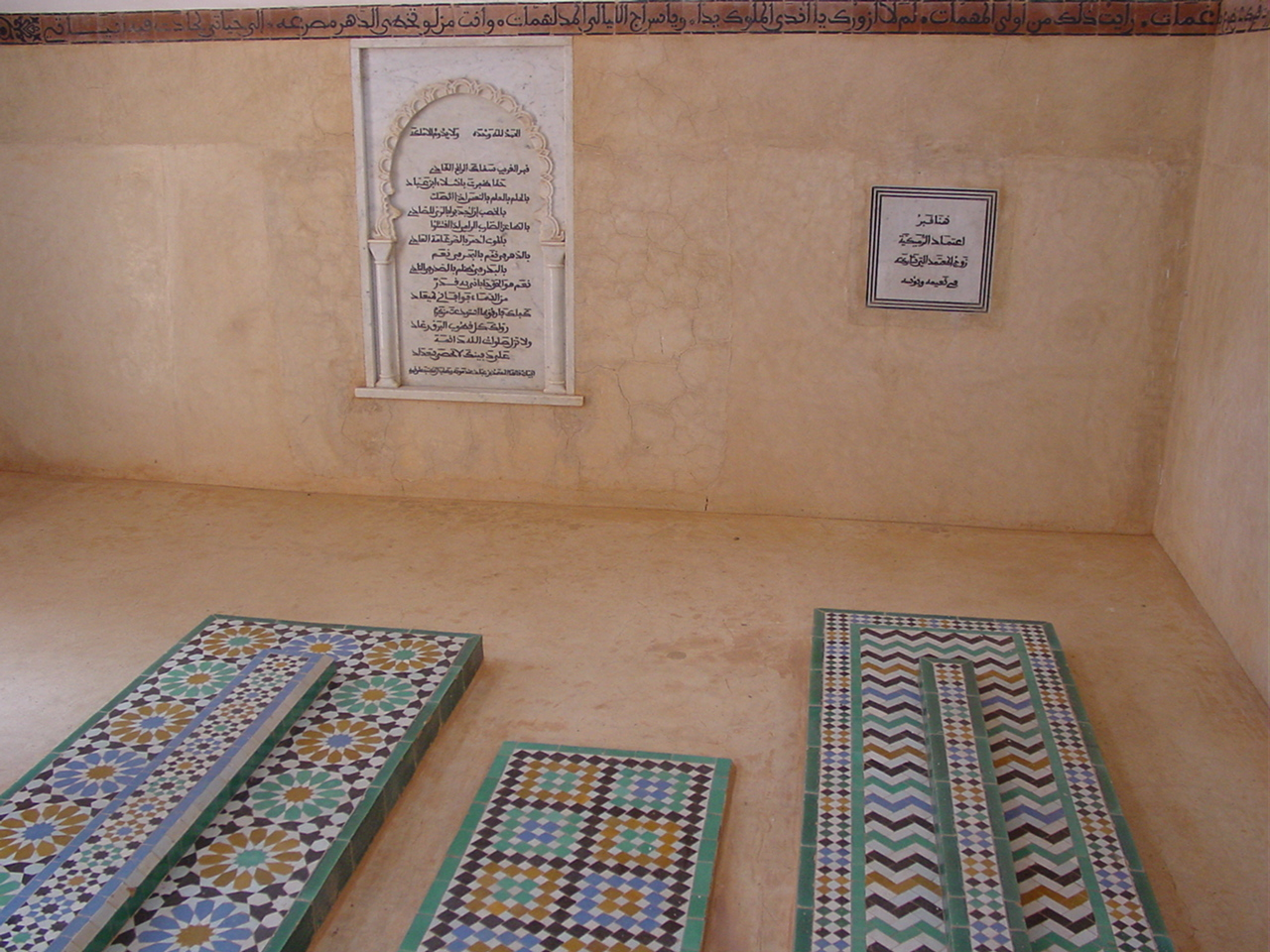
قبر المعتمِد بن عباد وزوجته اعتماد الرميكية في داخل ضريحهما.

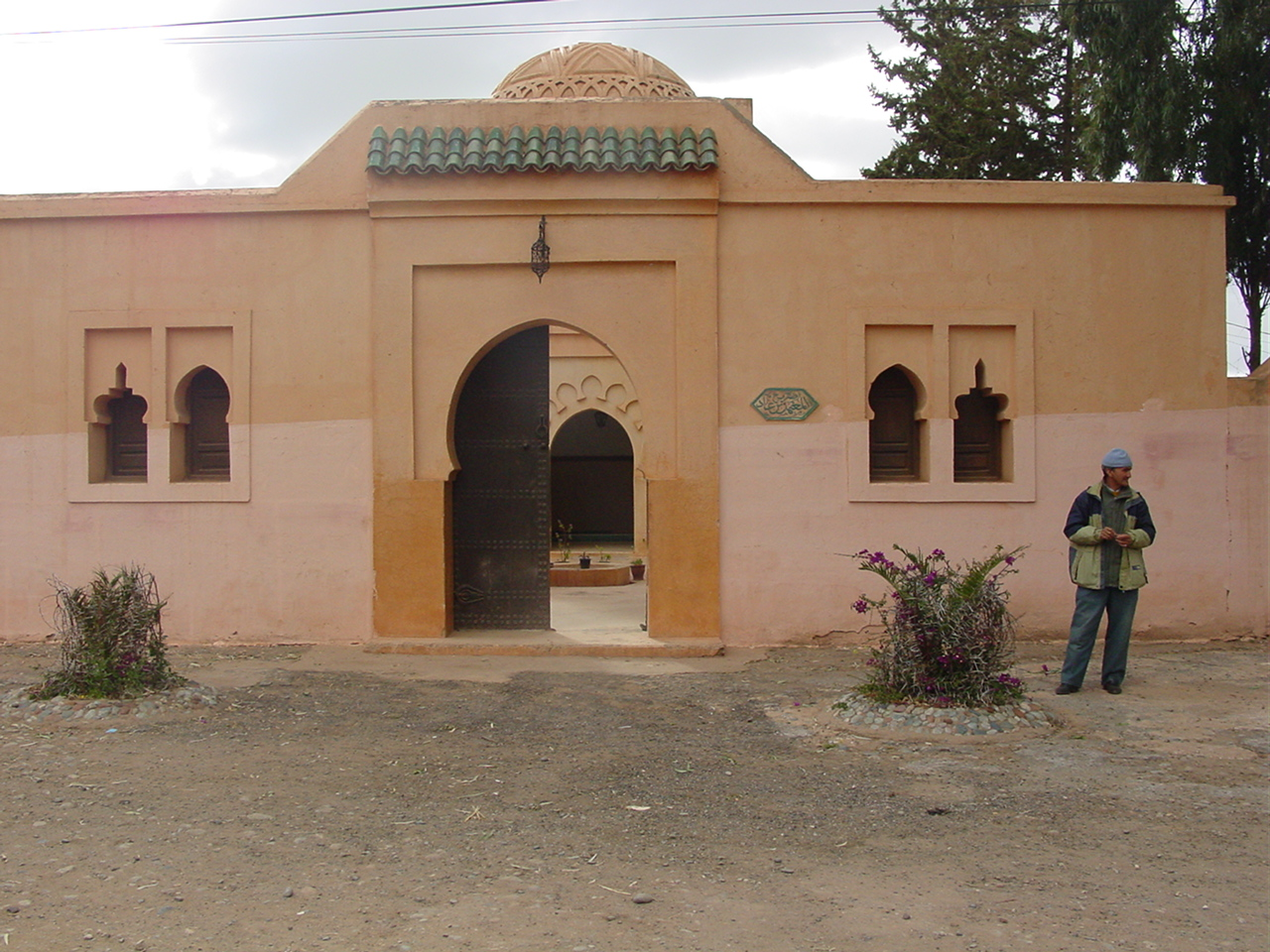
ضريح المعتمِد بن عباد في أغمات، المغرب.

اقتيد المعتمِد وعائلته أسرى من إشبيلية، وأُخِذُوا إلى المغرب حيث قرَّر يوسف بن تاشفينَ نفيهم، فمكثوا أولاً في طنجة لفترةٍ وجيزة، حيث التقى المعتمِد ببعض شعراء المدينة، ومن أبرزهم أبو الحسن بن عبد الغني الفهري الذي أهداه كتابه «المستحسن من الأشعار»، فكافأه بمبلغٍ مما تبقَّى معه من المال. غير أنَّ ذلك تسبب بتهافت باقي شعراء طنجة عليه حالما سمعوا بالخبر رجاءً للمكافآت، فردَّهم المعتمِد، وكتب شعراً إجابة لهم يرثي فيه حالَه وما آل إليه. نُقِلَ المعتمِد مجدداً من طنجة إلى مكناسة ليمكث شهوراً عدَّة، وقد أورد ابن الطوسي في كتابه الاستبصار فيما اختلف من الأخبار أنه نقل أيضاً إلى قلعة فازار في جبال المغرب، رغم أن ذلك لم يرد في معظم المصادر الأخرى. في نهاية الأمر، نُقِلَ المعتمِد أخيراً - مع بعض ملوك الطوائف السابقين الآخرين - إلى أغمات، حيث قضى آخر أيام حياته في الأسر بظروفٍ مزرية ومعاملة سيئة، ولعلَّه ممَّا ساهم في إساءة معاملته - على عكس أمراء بني زيري - أن ابنه عبد الجبار حاول شنَّ ثورة على المرابطين بعد سقوط إمارة بني عباد. وربَّما يكون سبب نقل المعتمِد إلى أغمات هو إبعاده عن سواحل الأندلس، بحيث لا يكون الفرار عليه سهلاً، ولا الثورة على ابن تاشفين. وقد قال شاعر المعتمِد ابن اللبانة في وصف رحيله عن إشبيلية:
داوم على زيارة المعتمِد في أسره عددٌ من شعرائه وأصدقائه القدامى الذين كانوا من المُقرَّبين إليه في أيام ملكه، ومن أبرزهم ابن اللبانة الذي زاره أكثر من مرَّة، وقد ألَّف هذا كتاباً كاملاً عن تاريخ دولة بني عبَّاد أطلق عليه «السلوك في وعظ الملوك». وكذلك شاعره ابن حمديس الصقلي الذي نظم له الكثير من القصائد، وأبو محمد عبد الله بن إبراهيم صاحب كتاب «المسهب». وساعدت هذه الزيارات على تخفيف وطأة السجن عن المعتمِد. عانى المعتمِد بن عبَّاد في سنتيه الأخيرتين بالأسر من المرض والكرب بسبب ما أصابه، ويقول الفتح بن خاقان في كتاب القلائد عن أيامه الأخيرة: «ولم تزل كبده تتوقَّد بالزفرات، وجلده يتردَّد بين النكبات والعثرات، ونفسه تنقسم بالأشجان والحسرات، إلى أن شفته منيته، وجاءته بها أمنيته»، فتوفّي في أغمات بتاريخ 11 شوال عام 488هـ (أكتوبر 1095م)، وقيل في شهر ذي الحجة من العام ذاته، عن عمر 56 عاماً، وصُلِّيت عليه في جنازته بأغمات صلاة الغريب. وقد أثار سجن المعتمِد وإساءة معاملته من طرف المرابطين الكثير من انتقادات المؤرخين إلى يوسف بن تاشفين، وجذبت إلى المعتمِد تعاطف الكثير من الأدباء والشعراء. زار قبره بعد وفاته الكثير من الشعراء والأدباء المعروفين، وقد قال أبو بحرٍ بن عبد الصمد في المعتمِد، بينما كان يزور قبره في أحد الأعياد يرثيه:

## العلم والحضارة في عصره

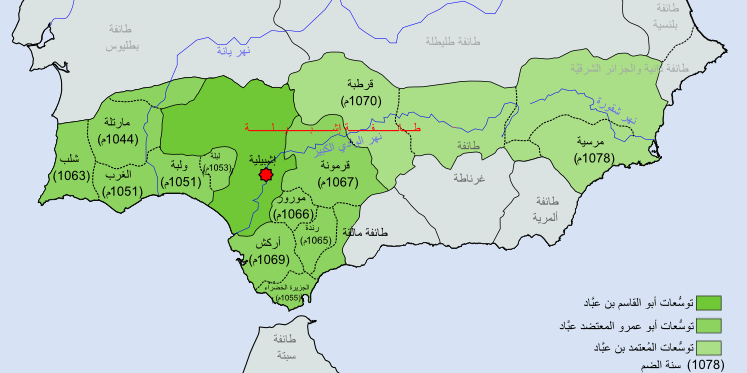
دولة بني عباد زمن المعتمِد في أقصى اتساع لها.

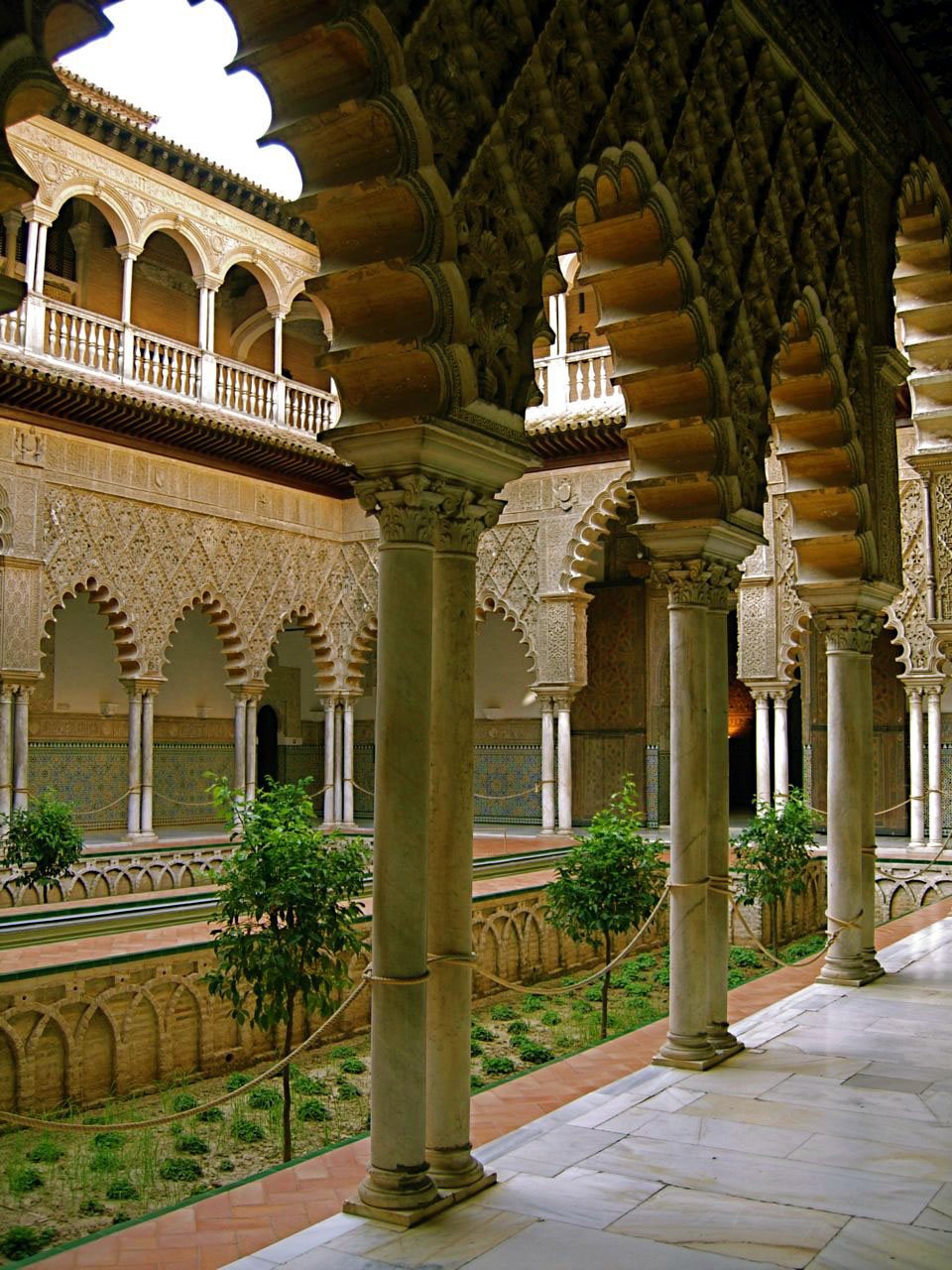
قصر المبارك، من أهمّ القصور التي أقام فيها بنو عباد بإشبيلية.

شهد عهد المعتمِد بن عبَّاد نهضة حضارية كبيرة في إشبيلية والمدن الأخرى التي حكمها. فقد عمرت المدينة بالقصور الكبيرة، التي شيدها بنو عباد ورجالات الدولة الكبار. كما ظهر ونبغ الكثير من الشعراء المشهورين في تاريخ الأندلس خلال عهده، ومن أبرزهم أبو بكر بن عمار وابن زيدون وابن حمديس الصقلي وابن اللبانة وابن وهبون، بل وكان المعتمِد نفسه وزوجته اعتماد الرميكية شاعرين. وقد عُرِفَ المعتمِد وبنو عباد بصورةٍ عامة بعلمهم وأدبهم، واهتمامهم الكبير بالعلماء والأدباء والشعراء خلال حكمهم لإشبيلية وقرطبة، وإغداقهم الأموال والمكافآت على البارعين منهم. ويقال إن المعتمِد لم يكن ينصّب كاتباً أو وزيراً ما لم يكن شاعراً. وقد كانت للمعتمد علاقة وثيقة بالكثير من هؤلاء الشعراء، ومن أبرزهم ابن عمار وابن زيدون. وكان يستخدم أحياناً كثيرة الشعر في مراسلاته معهم، أو يقوم بالتنافس معهم في سرعة تأليف أبيات الشعر. وكانت بينه وبين ابن زيدون مراسلاتٌ يسمّيها المعميات، حيث يتبادلان رسائل بها أبيات من الشعر يَصِفُ كل حرفٍ منها نوعاً من الطيور يسمَّى بيتها «المطيَّر». وكذلك كان يخوض المعتمِد مع شعرائه المناقشات النقدية الأدبية، ومنها أنه طلب منهم يوماً ملاحظة عيبٍ في بيت للمتنبي «أزورهم وسواد الليل يشفع لي»، فعجزوا، فقال لهم «الليل لا يُطَابَق بالنهار، ولا يُطابَق بالصباح، لأن الليل كلي والصبح جزئي»، فتعجب الشعراء من ملاحظته. إلى جانب الأدب والشعر، فقد اشتهر عهد المعتمِد بن عبَّاد بانتشار العمران وكثرة الخضرة في إشبيلية، وازدهرت المدينة في عهده بالكثير من القصور الكبيرة، مثل قصر المبارك والزاهي والثريا والوحيد.

## شخصيته
قال عنه الإمام الذهبي في كتاب سير أعلام النبلاء: «كان فارساً شجاعاً، عالماً أديباً، ذكياً شاعراً، محسناً جواداً ممدحاً، كبير الشأن، خيراً من أبيه. كان أندى الملوك راحة، وأرحبهم ساحة، كان بابه محطَّ الرحال، وكعبة الآمال». وكذلك وصفه ابن الأبار القضاعي بأنه كان «من الملوك الفضلاء، والشجعان العقلاء، والأجواد الأسخياء المأمونين. عفيف السيف والذيل». يُوصَف المعتمِد بأنه كان شبيهاً إلى حدٍّ كبيرٍ بأبيه أبي عمرو المعتضد، إلا إنَّه كان أقلَّ قسوة وشدة، وقد عرف كلاهما بالقوة والشجاعة والكرم والموهبة بالشعر. وقد كان المعتمِد شديد البراعة والموهبة في الشعر والأدب، إلا إنَّه لم يتوسَّع في أي علمٍ من العلوم عدا هذين. وكان يقضي معظم وقته إما في مجالسة الشعراء أو مع جواريه الكثيرات، وكان يغدق عليهم الكثير من الأموال، ويكنّ لهم الكثير من المكانة، وكذلك كان يُعجَب بالنابغين في مختلف الأمور ويحبّ تقربتهم منه.

### شعره
كان ابن عباد شاعراً ينظم الشعر، وقد حاول أن يجعل حياته كلها قصيدة من قصائد الشعر المترف، وأن يجعل بلاطه موئل الشعراء، وقد انضم إليه شعراء الأندلس وإفريقية وصقلية. وقد ألف الكثير من الأشعار، كما جمع له شاعره ابن اللبانة كتاباً من شعره باسم «سقيط الدرر ولقيط الزهر».
قال أثناء أسره في أغمات عندما رأى بناته بثيابٍ رثة في العيد:
وقال يعبّر عن ما يمرُّ به في أسره بعد سقوط دولته:
وقال أيضاً:

## الأعمال الفنية
تم عمل العديد من الأعمال عن سيرة المعتمِد بن عباد والأندلس وملوك الطوائف ومنها:

### كتب
- 1920 : كتاب المعتمِد، آخر ملك لإشبيلية لكاتبه بلاس إنفانتي.

### مسلسلات
ومثل شخصيته عدد من الممثلين منهم:
- 2005 : مسلسل ملوك الطوائف، وقام بدور المعتمِد بن عباد الممثل تيم حسن.
- 2005 : مسلسل المرابطون والأندلس، وقام بدور المعتمِد بن عباد الممثل سامر المصري.
- 2000 : مسلسل ميراث السنين، وقام بدور المعتمِد بن عباد الممثل محمود سعيد.
- 1982 : مسلسل المعتمِد بن عباد، وقام بدور المعتمِد بن عباد الممثل أسامة المشيني.

### مسرحيات
- 2003 : مسرحية ملوك الطوائف، وقام بدور المعتمِد بن عباد الممثل غسان صليبا.